# Кобаяші

Кобаяші (яп. 小林市) — місто в Японії, в префектурі Міядзакі.